# Tinent general
Tinent general o general de divisió és un grau militar emprat en diversos països. El seu origen es troba a l'edat mitjana, quan el títol de tinent general era usat pel segon en comandament al camp de batalla, normalment subordinat al capità general.
Als exèrcits moderns, el tinent general normalment se situa per sota del de General i per sobre del de Major General; és equivalent al grau naval de vicealmirall. A les Forces Aèries amb una estructura de grau separada, és equivalent al mariscal de l'aire.
El terme Major General és una versió abreujada de l'antic terme de Sergent Major General, que es trobava subordinat al de tinent general. Aquest és el perquè un tinent general és superior a un Major General, quan un Major és superior a un tinent.
En molts països, el grau de General de Cos ha reemplaçat a l'anterior grau de tinent general (com per exemple, França o Itàlia); però per conveniència, normalment són citats per l'anglès Lieutenant General
A més, el general de divisió d'alguns països de l'Amèrica Llatina, com Brasil i Xile, és equivalent a tinent general. 　També, el tinent general en països com el Japó és una classe de comandant de divisió.

## Graus de tinent general per país
- Lieutenant General (Austràlia)
- Lieutenant-General (Canadà)
- Generalleutnant (Alemanya)
- Altábornagy (Hongria)
- Lieutenant-General (Índia)
- Lieutenant General (Irlanda)
- Luitenant-Generaal (Països Baixos)
- Lieutenant General (Pakistan)
- Teniente General (Espanya)
- Lieutenant-General (Regne Unit)
- Lieutenant-General (Estats Units)

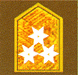
Generalleutnant (Exèrcit Austrïac)
Lt général/Lt generaal (Component de Terra Belga)
Teniente General (Forces Militars de Colòmbia)
Generalløjtnant (Reial Exèrcit Danès)
Teniente General (Exèrcit de l'Aire Espanyol)
Kenraaliluutnantti / generallöjtnant (Exèrcit Finès)
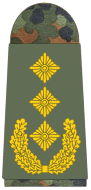
Generalleutnant (Exèrcit Alemany)
Lieutenant general -فريق (Exèrcit Egipci)
Αντιστράτηγος (Exèrcit Grec)
Altábornagy (Exèrcit Hongarès)
Luitenant-generaal (Reial Exèrcit Neerlandès)
Generalløytnant (Reial Exèrcit Noruec)
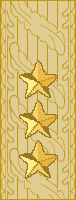
Generallöjtnant (Exèrcit Suec)
Pol tho (Reiall Exèrcit Tailandès)
Lieutenant general (United States Army)

## Equivalents a Tinent General
- General-de-Divisão (Brasil)
- General pukovnik (Croàcia)
- General potpukovnik (Servia, Bòsnia i Hercegovina)
- Général de corps d'armée (França)
- Sepah-Bod (Iran)
- Rav Aluf (Israel)
- Generale di corpo d'armata (Itàlia)
- Rikushō (Japó)
- Jungjang (Corea del Nord)
- Chungjang (Corea del Sud)
- Korpskommandant / Commandant de corps (Suïssa)
- General de divisió (Xile)
- Gruppenführer (Waffen-SS)

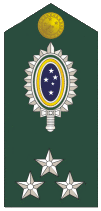
General-de-Divisão (Brasil)
Général de corps d'armée (França)
Generale di Corpo d'Armata (Itàlia)
Rikushō (Japó)
General de división (Xile)